# Laelia eutricha
Laelia eutricha är en fjärilsart som beskrevs av Collenette 1931. Laelia eutricha ingår i släktet Laelia och familjen tofsspinnare. Inga underarter finns listade i Catalogue of Life.